# Guido II Van den Bossche
Guido Van Den Bossche is een personage uit de VTM-reeks Familie. Hij is de jongste zoon van Jan Van den Bossche en Linda Desmedt. Vincent Banić was voorlopig de laatste acteur die de rol op zich nam. Dit was van 2016 tot 2022, waarna Banic in 2024 kort terugkeerde. Het personage werd vernoemd naar zijn nonkel, tantes en vader en heet voluit Guido Marleen Rita Jan Van den Bossche.

## Overzicht
Guido heeft een tijdje aan wielrennen gedaan, met deze sport is hij gestopt omdat hij het niet graag meer deed. In juni 2012 had hij een slecht rapport waardoor hij zijn jaar opnieuw moest doen. Hierdoor werd hij gepest door twee jongens van zijn vorige klas. Tijdens de pesterijen leerde hij Charlotte Kennis-Cornelis (gespeeld door Laura Tesoro) kennen en dit wordt later zijn vriendinnetje. Maar zelf zij raakt betrokken bij de pesterijen. Na een tijdje gingen de pesterijen zo ver dat hij zelfmoord wou plegen. Charlotte kreeg een afscheidsbrief van Guido per mail. Hierdoor gingen Mieke, Bart, Maarten, Niko en Charlotte op zoek naar Guido. Charlotte zoekt en vindt uiteindelijk Guido op een brug en kan hem overhalen dit niet te doen. Guido wil vervolgens op reis met Charlotte voor 7 weken. Linda gaat akkoord, maar Jan vindt dat hij daarvoor eerst iets moet doen en dat is 85% procent halen. Gelukkig kan hij rekenen op de steun van Charlotte en Elias tijdens het leren. Uiteindelijk haalt Guido 84,5% en mag hij niet mee op reis. Guido gaat Charlotte achterna. Uiteindelijk gaan ze alsnog uit elkaar.
Later leert Guido Emma kennen, en ze worden al snel jonge ouders van Mila. Ondertussen zijn Jan en Linda ook gescheiden. 
Enkele jaren later blijkt Mila verwisseld te zijn in het ziekenhuis na de geboorte en gaan ze op zoek naar hun biologische dochter. Ze komen uit bij Milou Van Bellingen, en haar vader Lucas. Ze besluiten week om week voor de twee meisjes te zorgen als co-ouderschap. Later wordt Emma verliefd op Lucas en na vele ruzies besluiten Emma en Lucas te vluchten naar Namibië en Mila en Milou mee te nemen. Guido reist hen achterna, en uiteindelijk besluit hij dat het beter zo is. Tijdens de vakanties komen de dochtertjes naar België. Guido krijgt een jaar later alweer een relatie met Stefanie Coppens, maar dit loopt stuk nadat ze zijn huwelijksaanzoek afwijst.